# Weida
Weida is een gemeente in de Duitse deelstaat Thüringen en maakt deel uit van de Landkreis Greiz. Weida telt 8.318 inwoners.

## Geografie

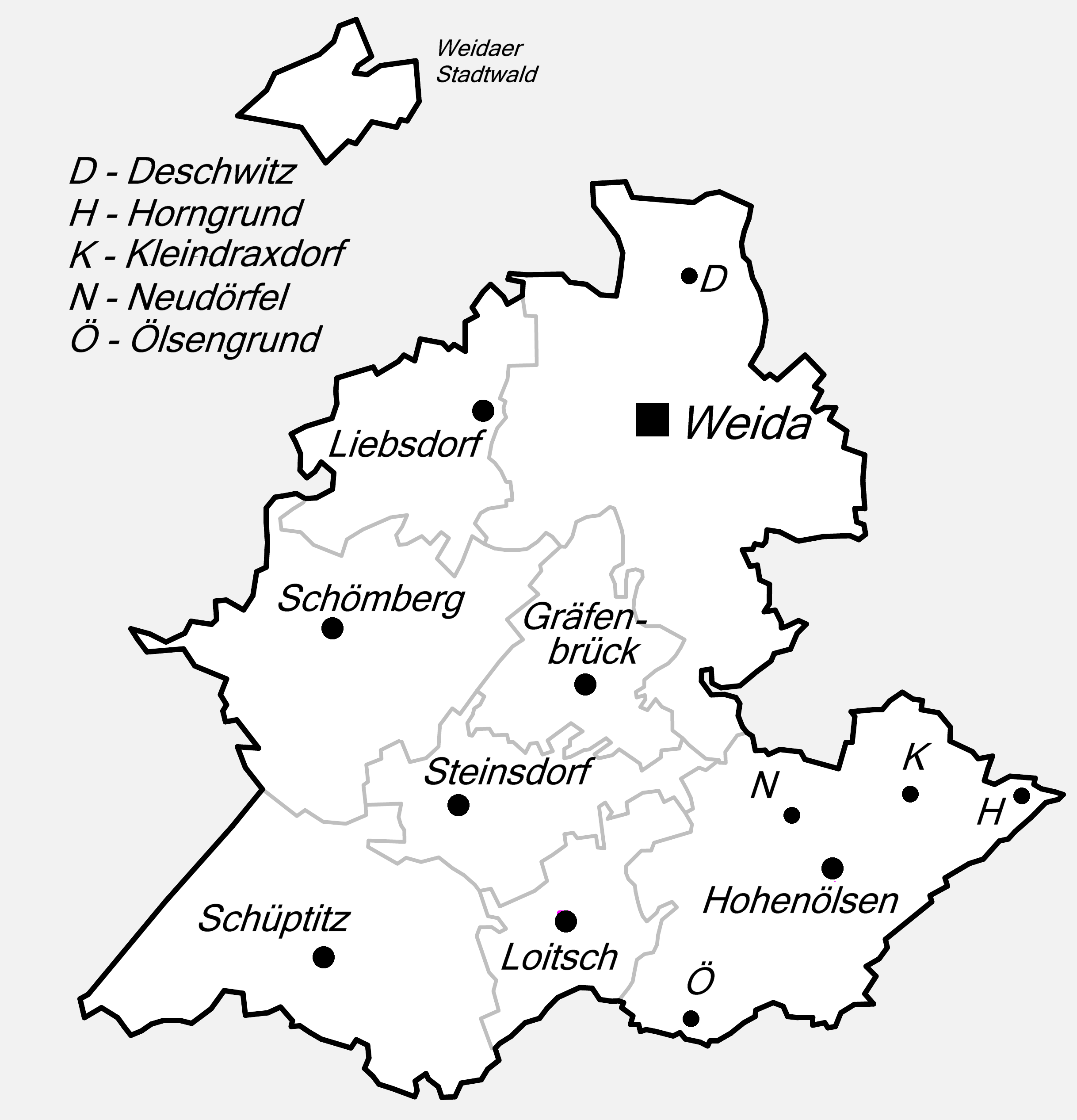

Weida bevindt zich in het oosten van Thüringen, circa 12 km zuidelijk van de stad Gera en ligt in een dal aan de monding van de rivier de Auma die daar in de Weida uitmondt. Buurgemeenten zijn Crimla, Harth-Pöllnitz, Auma-Weidatal, Langenwetzendorf, Berga/Elster, Teichwitz, Wünschendorf/Elster en Zedlitz.

### Stadsindeling
Weida heeft geen naar zichzelf genoemde stadsdelen. Traditioneel wordt de kernstad opgedeeld in Alt- en Neustadt en het voormalige voorwerk Deschwitz. Door annexaties behoren de vroegere buurplaatsen Hohenölsen (mit Neudörfel, Kleindraxdorf, Horngrund und Ölsengrund), Gräfenbrück, Liebsdorf, Loitsch, Schömberg, Schüptitz en Steinsdorf tot de stad Weida.